# The Babysitter: Killer Queen
The Babysitter: Killer Queen (conocida en España por su nombre original y en Hispanoamérica como La niñera: Reina letal) es una película adolescente estadounidense de comedia de terror producida y dirigida por Joseph McGinty Nichol y escrita por Brian Duffield. Es una secuela de la película estrenada en 2017. La película está protagonizada por Samara Weaving, Judah Lewis, Jenna Ortega, Hana Mae Lee, Robbie Amell, Bella Thorne, Andrew Bachelor y Emily Alyn Lind. Fue lanzada por Netflix el 10 de septiembre de 2020 y a diferencia de la primera película de 2017, esta secuela recibió criticas generalmente negativas.

## Sinopsis
Dos años después de los sucesos de la primera película, Cole es ahora un estudiante de secundaria. No puede convencer a nadie excepto a su mejor amiga Melanie de que un culto satánico dirigido por su ex niñera Bee realmente trató de matarlo. Sin embargo, Cole descubre que sus padres lo han inscrito en una escuela psiquiátrica, y se escapa con Melanie junto a su nuevo novio Jimmy y sus amigos Boom-Boom y Diego para unirse a una fiesta en el lago.
En la fiesta, Cole es testigo de la llegada de la nueva estudiante Phoebe al lago después de encontrar un juguete de peluche e indicaciones para llegar al lago. Más tarde, los amigos de Cole juegan un juego de fiesta en un bote cuando Melanie de repente mata a Boom-Boom con un gancho y le salva la sangre. Melanie, Jimmy y Diego se revelan como miembros de una secta. Con la sangre de Boom-Boom como sacrificio, necesitan la sangre de Cole como una ofrenda de un "inocente" para hacer realidad sus deseos. Los cultistas originales Max, Allison, John y Sonya también aparecen, habiendo sido resucitados para que pudieran participar en el ritual al amanecer. Sin embargo, Phoebe aparece de repente, buscando gasolina para su moto acuática, y le da a Cole algo de tiempo para evadir a los miembros del culto y escapar con Phoebe en su moto acuática.
Una vez en tierra, Cole le explica todo a Phoebe, quien le cree, mientras los cultistas lo persiguen. Sonya hace el primer intento de matarlos, pero terminan atropellándola con un auto dejado por un extraño y la decapitan con una tabla de surf. Allison los encuentra, pero los dos la atrapan entre una estrecha cuña de rocas y le arrancan la cabeza. Los dos abordan un bote y se van, pero Max agarra la balsa unida a la parte trasera del bote y puede subirse al bote. Sin embargo, Phoebe le prende fuego con una lata de serpentinas y un encendedor, luego lo destroza con la hélice del barco. Diego y Jimmy se desintegran sobrenaturalmente cuando intentan retroceder en su búsqueda de Cole.
Cole y Phoebe llegan a la antigua cabaña familiar de Phoebe, donde se refugian y esperan a que pase la noche. En el búnker de la cabaña, Phoebe le revela a Cole que sus padres murieron porque ella chocó contra ellos en un fatal accidente automovilístico. Cole la consuela y los dos tienen coito. Melanie llama al padre de Cole, Archie, que lo ha estado buscando junto con el padre de Melanie, Juan, y finge estar borracho para poder recogerlos, con la esperanza de atraer a Cole. Cole y Phoebe salen del búnker armados con ballestas y John se suicida accidentalmente cuando una lámpara de araña choca contra él. Archie le da a Cole una droga para dormir para que pueda llevarlo a su auto mientras Melanie mata a Juan y lleva a Phoebe para sacrificarla.
Mientras se detiene para cargar gasolina, Cole recupera el conocimiento, bloquea a Archie fuera del auto y regresa al lago para salvar a Phoebe. En una cala, Melanie toma como rehén a Phoebe antes de que Cole aparezca y se ofrezca como voluntario para ser sacrificado. Sorpresivamente, Bee regresa emergiendo del agua y Max, Allison, John y Sonya resucitan de nuevo. Los cuatro junto con Melanie beben la sangre de Cole mezclada con la sangre de Boom-Boom. Sin embargo, desde que Cole ha tenido relaciones sexuales con Phoebe, el ritual fracasa y los cinco se derriten y se desintegran. Bee, que no bebió la sangre, revela que ella es la niñera de Phoebe, responsable del accidente automovilístico que mató a sus padres. Hizo un trato con el diablo para salvar la vida de Phoebe a cambio de su alma. Ella lo orquestó todo desde el principio de la película siendo quién dejó el peluche en la taquilla de Phoebe y estuvo "ayudándoles" para que Phoebe y Cole pudieran unirse y derrotar al culto habiendo cambiado de opinión después de la confesión de amor de Cole después de su derrota inicial en la primera película. Sin embargo, dado que Bee todavía es técnicamente un demonio, bebe la sangre y se desintegra para salvar a los dos. Archie aparece y, habiendo presenciado la muerte de Bee, ahora cree que lo que dijo Cole era cierto. Cuando sale el sol, Cole y Phoebe se abrazan y se dan un tierno beso.
En una escena poscréditos, el libro del diablo de Bee se muestra en la arena, todavía intacto.

## Elenco
- Judah Lewis como Cole
- Emily Alyn Lind como Melanie
- Jenna Ortega como Phoebe
- Robbie Amell como Max
- Andrew Bachelor como John
- Leslie Bibb como Phyllis
- Hana Mae Lee como Sonya
- Bella Thorne como Allison
- Samara Weaving como Bee
- Ken Marino como Archie
- Chris Wylde como Juan
- Carl McDowell como el Dr. Big Carl McManus
- Juliocesar Chavez como Diego
- Maximilian Acevedo como Jimmy
- Jennifer Foster como Boom Boom
- Helen Hong como la directora Highbridge
- Raymond Patterson como el Sr. Nordy
- Jason Rogel como el oficial Phil
- Scott MacArthur como Leeroy
- Amanda Cerny como Violet

## Producción
En septiembre de 2019, se anunció que Judah Lewis, Hana Mae Lee, Robbie Amell, Bella Thorne, Andrew Bachelor, Emily Alyn Lind, Leslie Bibb y Ken Marino repetirían sus papeles de la primera película de la secuela, con McG dirigiendo desde un guion por McG, Dan Lagana, Brad Morris y Jimmy Warden, y Wonderland Sound and Vision y Boies/Schiller Film Group cofinancian y producen. McG describió la historia como basada en Fausto, pero con bromas ridículas como en una película de Mel Brooks. En octubre de 2019, Jenna Ortega se unió al elenco en uno de los papeles principales.

### Filmación
La fotografía principal se llevó a cabo en el lugar de Los Ángeles, California en 2019.

### Música
Bear McCreary compuso la banda sonora de la película.

## Lanzamiento
La película fue lanzada en Netflix el 10 de septiembre de 2020.

## Recepción
The Babysitter: Killer Queen recibió una respuesta crítica negativa. En Rotten Tomatoes, la película tiene un índice de aprobación del 40% basado en 25 reseñas, con una calificación promedio de 4.47/10. En Metacritic, tiene un puntaje promedio ponderado de 22 sobre 100, basado en 6 críticos, lo que indica "críticas generalmente desfavorables".
Dennis Harvey de Variety escribió: "Los fanáticos del original sin duda sintonizarán esperando más diversión de placer culpable de alto grado, solo para obtener demasiado de algo que ya no es muy bueno". Felix Vasquez Jr., de Cinema Crazed, lo llamó: "defectuoso pero muy divertido, y se lo pasa bien con su gore y grue como lo hizo el original".